# ابی (شرکت)
اُبی (به آلمانی: OBI GmbH & Co. Deutschland KG)، یک بنگاه عرضه‌کنندهٔ لوازمِ خودت انجام بده است که از لحاظ بزرگی، دومین در اروپا و سومین در جهان به شمار می‌رود. محصولات این شرکت، عمدتاً شامل ابزارآلات، مصالح ساختمانی و لوازم خانگی است. این شرکت در سال ۱۹۷۰ در آلمان پایه‌گذاری شد و دفتر مرکزی آن در شهر ورملزکیرشن است.

اُبی در آلمان دارای شبکهٔ توزیع گسترده‌ای‌است؛ برای نمونه فقط شهر مونیخ و حومه‌اش به شعاع ۲۰ کیلومتر، دارای ۱۰ فروشگاه ابی است. گذشته از آلمان، این شرکت در ۱۳ کشور اروپایی دیگر نیز فعال است.

اُبی متعلق به گروه تنگلمن است.